# Alonso de Contreras
Alonso de Contreras   (Madrid, 6 de gener de 1582 (Gregorià) - 1641), nom amb que és conegut Alonso Guillén y Contreras, va ser un militar i corsari castellà, cavaller de l'orde de Sant Joan de Jerusalem, molt conegut per haver estat autor d'una obra autobiogràfica, una de les poques que hi ha de soldats del Segle d'Or.

## Biografia
Va néixer a Madrid el 6 de gener de 1582, el primer dels vuit fills de Gabriel Guillén i de Juana de Roa y Contreras, tot i que posteriorment va invertir els seus cognoms. Quant al seu caràcter, se'l descriu com un home baralladís, cristià vell i fidel a la corona, essent el paradigma de cavaller de la cort madrilenya al Segle d'Or, disposat a batre's en duel a qualsevol lloc i escriure versos per a una dama.
La seva vida com a militar s'inicia als catorze anys en els terços de Sicília i Nàpols. Està documentat al seu full de serveis la seva entrada el 1598 com a soldat a l'illa de Sicília, el seu pas com a alferes a l'Armada del Mar Oceà el 1603 i la seva estada a Flandes el 1610. L'any següent va ser armat cavaller de l'orde de Sant Joan de Jerusalem i va recórrer el Mediterrani com a corsari de l'orde, tret de 1614, quan va servir a les ordres del príncep de Savoia. El 1616 va rebre la patent de capità i la missió de reclutar soldats. Està acreditada la seva intervenció en l'auxili de Rixoles, on va expulsar els turcs i va ser ferit a la cuixa esquerra. A aquesta missió hi hauria anat per ordre del Gran Mestre de l'orde per prevenir el governador de la ciutat. També a la presa de Mahometa, on també va capturar alguns vaixells enemics. L'agost de 1618 se li van encomanar el govern de dos vaixells i va acudir en auxili de Puerto Rico, expulsant els corsaris anglesos de Walter Raleigh de les costes de Cuba.
En tornar a la península, va prendre part en l'auxili de Mámora el 1621, evitant el bloqueig de divuit vaixells que van haver d'aixecar el setge. El març de 1623 va participar en un combat noval a Gibraltar contra vuitanta-tres naus holandeses, i Contreras es va encarregar personalment de l'artilleria de la nau almiralla, sent el seu galiot un dels més destacats de la jornada. El 1627 va tornar a Sicília i el virrei el va nomenar governador de l'illa de Pantelaria, passant el 1628 a Roma, a servir vora el comte de Monterrey, que quan va ser nomenat virrei de Nàpols, el va nomenar capità de cavalls cuirassats i superintendent de la defensa costanera contra els turcs.
El 1635 va passar al virregnat de Nova Espanya, on va governar les presons de Sinaloa i va ser castellà de San Juan de Ulúa, i després va ser nomenat sergent pel virrei, el comte de Salvatierra. El 1641 va obtenir la llicència per tornar a la península. Pels serveis prestats a l'orde de Sant Joan de Jerusalem, se li va concedir la comanadoria de Puente de Órbigo. Es desconeix la data de la seva mort.
Lope de Vega, que va ser amic seu, va fer-li una dedicatòria titulada El rey sin reino a la seva tragicomèdia IV del volum 20 de les seves Comedias (1625), on es refereix al valor i encert de Contreras.

## Obra
Contreras destaca per haver escrit una de les autobiografies més conegudes de soldats del Segle d'Or, al costat de soldats del segle XVII com Jerónimo de Pasamonte o Diego Duque de Estrada, titulada Vida, nacimiento, padres y crianza del Capitán Alonso de Contreras, natural de Madrid, i escrita potser a instàncies del seu amic Lope de Vega. La vida que hi presenta sembla més pròpia d'una novel·la d'aventures, tot i que s'ha comprovat que s'ajusten els mèrits, malgrat que s'han constatat omissions i exageracions. El manuscrit es troba a la Biblioteca Nacional d'Espanya i no es va publicar fins a 1900, de la mà de Manuel Serrano, i posteriorment se'n va fer nombroses reedicions, si bé algunes van alterar o mutilar els textos, que va restaurar el 1965 l'edició de Manuel Criado de Val. Així mateix, s'han fet molts estudis que han tractat en major o menor mesura l'obra.